# Kontrakt ślubny

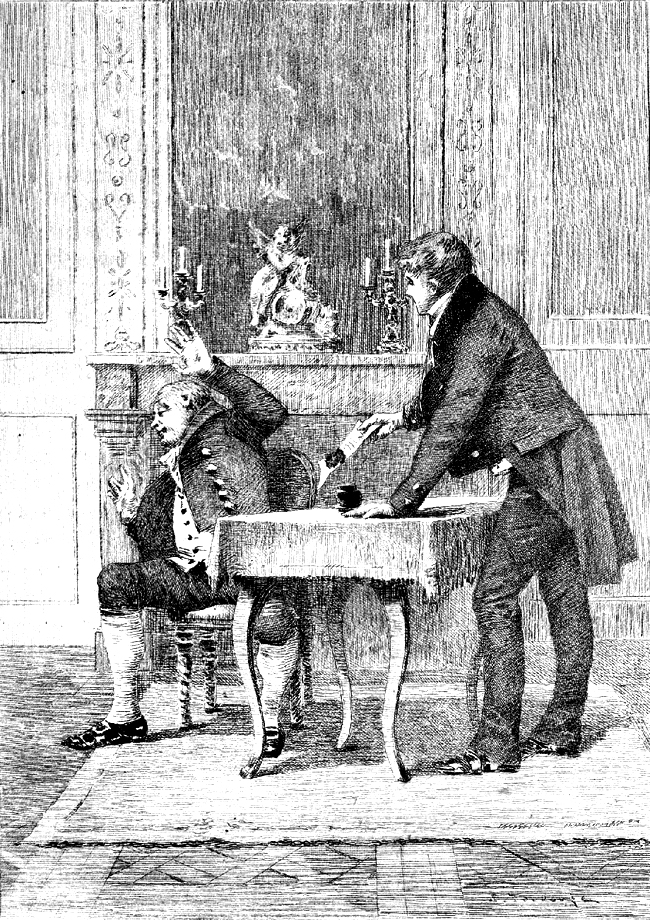

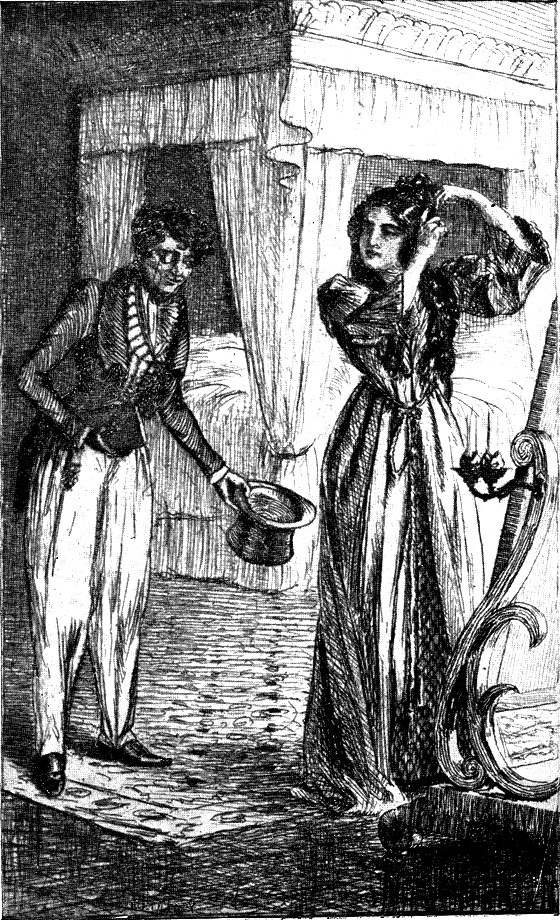

Kontrakt ślubny (fr. Le contrat du mariage) – powieść Honoriusza Balzaka, wydana po raz pierwszy w 1835. Stanowi część Scen z życia prywatnego z cyklu Komedia ludzka. Została zadedykowana kompozytorowi Gioacchino Rossiniemu.

## Treść
Paweł de Manerville, dziedzic fortuny pomnożonej ongiś przez mądrego rejenta Mathiasa, rozpoczyna samodzielne życie, wypełnione głównie zabawami i spotkaniami towarzyskimi. Po zdobyciu sławy jednego z lwów salonowych Paryża, wraca do rodzinnego Bordeaux i postanawia, wbrew radom swoich przyjaciół, ożenić się. Ze względu na swoją fortunę zostaje dobrze przyjęty i, nie bez wpływu kręgów towarzyskich miasta, zakochuje się w Natalii Evangelista, córce bogatego hiszpańskiego bankiera, wychowywanej przez owdowiałą matkę. Oczarowany przez piękną i inteligentną młodą kobietę, nie dostrzega manewrów jej matki, dla której małżeństwo córki jest przede wszystkim okazją do dorobienia się. Chociaż zaproponowany przez nią i jej notariusza kontrakt ślubny jest niekorzystny dla przyszłego pana młodego, Paweł jest zbyt zakochany, by odkładać ślub.
Po upływie pięciu lat od zawarcia małżeństwa Paweł stwierdza, że żona wydała cały jego majątek. Ponieważ między obojgiem wygasło całe uczucie, Manerville decyduje się na separację i wyjazd w poszukiwaniu szczęścia do Indii. Za późno przychodzi pomoc finansowa i list od jego przyjaciela Henri de Marsaya, w którym starał się on wytłumaczyć mu mechanizmy postępowania obydwu kobiet.

## Cechy i recepcja utworu
Kontrakt ślubny był dla Balzaka poważnym eksperymentem formalnym, powieścią łączącą cechy powieści epistolarnej i klasycznej powieści realistycznej z narratorem wszechwiedzącym. Równocześnie utwór ten stanowi ważne ogniwo całego cyklu powieściowego, w którym pojawia się szereg bohaterów powracających w różnych jej fragmentach, a ich udział w opisanych wydarzeniach stanowi istotną część ich biografii. Ponadto Kontrakt ślubny stanowił kolejne już u Balzaka studium konfliktu uczuć i interesów w wielkim świecie Francji, degradacji związków międzyludzkich pod wpływem wszechobecnego w tych kręgach kultu pieniądza ukazanej na przykładzie typowego przypadku zawierania małżeństwa dla zysku. Wyjątkiem jest jednak zawarty typ bohaterki – kobiety chciwej, samodzielnie kierującej swoimi interesami i dążącej do wzbogacenia się na równi z mężczyznami. Postacie tego rodzaju nie pojawiają się w innych utworach Komedii ludzkiej.